# Корватело (Ријети)
Корватело је насеље у Италији у округу Ријети, региону Лацио.
Према процени из 2011. у насељу је живело 37 становника. Насеље се налази на надморској висини од 1037 м.